# Vicent Sarrià i Morell
Vicent Sarrià i Morell (València, 13 d'octubre de 1967), és un polític socialista valencià, diputat a les Corts Valencianes en la V, VI i VII legislatura.

## Biografia
El 1988 començà a treballar com a ajudant de producció de RTVE, el 1985 s'afilià als Joves Socialistes del País Valencià, organització de la qual fou secretari general el 1994-1997. S'afilia el 1987 al PSPV-PSOE. Ha sigut president del Consell de la Joventut de la Comunitat Valenciana de 1993 a 1997, i vicepresident del Consell de la Joventut d'Espanya de 1995 a 1997. Entrà a formar part de la Comissió Executiva Nacional del PSPV el 1998, i fou secretari d'organització des de 2000 a 2007, amb Joan Ignasi Pla a la secretaria general del partit.
Ha estat diputat a les Corts Valencianes per la circumscripció de València a les eleccions a les Corts Valencianes de 1999, 2003 i 2007; és regidor a l'Ajuntament de València des de 2011.